# Конрад, Чарльз Мэджилл
Чарльз Магилл Конрад (24 декабря 1804 г. — 11 февраля 1878 г.) был политиком из Луизианы , который служил в Сенате США  Палате представителей США и Конгрессе Конфедерации . Он был военным министром при президенте Милларде Филморе и, недолго, Франклине Пирсе , с 1850 по 1853 год. Конрад также недолгое время исполнял обязанности государственного секретаря США после пребывания Дэниела Уэбстера .

## Биография
Чарльз Мэгилл Конрад родился в Винчестере, Вирджиния , в 1804 году, переехал в Миссисипи со своей семьей еще мальчиком, а затем переехал в Луизиану. Он получил образование у доктора Халда в Новом Орлеане . Он был назначен в Сенат США в апреле 1842 года, чтобы заполнить неистекший срок Александра Мутона , прослужив до марта 1843 года, и потерпел поражение на переизбрании в своем собственном праве. Позже он служил в Палате представителей с 1849 по 1850 год, уйдя в отставку, чтобы принять назначение на должность военного министра в кабинете Филмора. Конрад оставался во главе военного департамента с 15 августа 1850 года по 7 марта 1853 года. Он был лидером движения за отделение в Луизиане в декабре 1860 года. Во время Гражданской войны в США , при Конфедеративных Штатах Америки , он был делегатом Временной конституции Конфедеративных Штатов в качестве члена Временного конгресса Конфедеративных Штатов и представителем Луизианы в Конгрессе Конфедерации в 1862–1864 годах. После войны он возобновил юридическую практику. Он умер в Новом Орлеане в 1878 году. В ранние годы он был несколько воинственным по характеру и дрался на дуэли с доктором Хантом из Нового Орлеана, в результате чего убил своего противника.  
1. 1 2  Charles Magill Conrad // SNAC (англ.) — 2010.
2. 1 2  Charles Magill Conrad // Find a Grave (англ.) — 1996.
3. 1 2  Appletons' Cyclopædia of American Biography/Conrad, Charles Magill (англ.) // Appletons' Cyclopaedia of American Biography / J. G. Wilson, J. Fiske — New York City: Appleton & Co., 1900.